# Elezioni generali in Botswana del 2004
Le elezioni parlamentari in Botswana del 2004 si tennero il 30 ottobre per il rinnovo dell'Assemblea nazionale.

## Risultati
| Liste                                      | Voti    | %     | Seggi |
| ------------------------------------------ | ------- | ----- | ----- |
| Partito Democratico del Botswana (BDP)     | 213.308 | 51,73 | 44    |
| Fronte Nazionale del Botswana (BNF)        | 107.451 | 26,06 | 12    |
| Partito del Congresso del Botswana (BCP)   | 68.556  | 16,62 | 1     |
| Movimento dell'Alleanza del Botswana (BAM) | 11.716  | 2,84  | -     |
| Partito Popolare del Botswana (BPP)        | 7.886   | 1,91  | -     |
| Nuovo Fronte Democratico (NDF)             | 3.237   | 0,78  | -     |
| Altri                                      | 225     | 0,06  | -     |
| Totale                                     | 412.379 |       | 57    |